# فالينتين كوجوكارو
فالينتين كوجوكارو (بالرومانية: Valentin Cojocaru)‏ (1 أكتوبر 1995 ببوخارست في رومانيا - ) هو لاعب كرة قدم روماني في مركز حراسة المرمى. شارك مع منتخب رومانيا تحت 19 سنة لكرة القدم ومنتخب رومانيا تحت 21 سنة لكرة القدم. أما مع النوادي، فقد لعب مع أبولون ليماسول ونادي ستيوا بوخارست ونادي فروسينوني ونادي فيتورول كونستانتا ونادي كروتوني ونادي ستيوا بوخارست الثاني ‏ وSS Racing Club Fondi ‏.

## روابط خارجية
- فالينتين كوجوكارو على موقع قاعدة بيانات كرة القدم.إي يو (الإنجليزية)
- فالينتين كوجوكارو على موقع Soccerway.com (الإنجليزية)
- فالينتين كوجوكارو على موقع AS.com (الإسبانية)